# Chodsigoa
A Chodsigoa az emlősök (Mammalia) osztályának Eulipotyphla rendjébe, ezen belül a cickányfélék (Soricidae) családjába és a vörösfogú cickányok (Soricinae) alcsaládjába tartozó nem.

## Előfordulásuk
A Chodsigoa-fajok előfordulási területe Kína déli fele és Délkelet-Ázsia legészakibb részei. A Chodsigoa sodalis a kontinentális rokonaitól eltérően, Tajvan szigetén található meg.

## Rendszerezés
A nembe az alábbi 10 élő faj tartozik:
- Chodsigoa caovansunga (Lunde, Musser & Son, 2003)
- Chodsigoa furva Anthony, 1941 - korábban a Chodsigoa parca alfajának vélték
- Chodsigoa hoffmanni (Zhong-Zheng Chen et al., 2017)
- Chodsigoa hypsibia de Winton, 1899
- Chodsigoa lamula (Thomas, 1912)
- Chodsigoa parca (G. M. Allen, 1923)
- Chodsigoa parva G.M. Allen, 1923
- Salenski-hegyicickány (Chodsigoa salenskii) (Kastschenko, 1907) - típusfaj
- Smith-hegyicickány (Chodsigoa smithii) (Thomas, 1911)
- Chodsigoa sodalis (Thomas, 1913)